# Isabella Menin
Isabella Menin (sinh ngày 2 tháng 6 năm 1996) là hoa hậu, doanh nhân và người mẫu Brazil đã đăng quang Hoa hậu Hòa bình Quốc tế 2022. Cô là thí sinh đến từ Brazil đầu tiên chiến thắng trong cuộc thi sắc đẹp này.

## Tiểu sử
Isabella Menin được sinh ra tại Marília, một thành phố nằm ở phía Tây của bang São Paulo. Mẹ cô là Adriana Novaes, cựu Hoa hậu Marília. Cô có thể nói tiếng Bồ Đào Nha, Tây Ban Nha, Anh, Pháp và Ý.
Cô tốt nghiệp cử nhân kinh tế ở Đại học Westminster và thạc sĩ tài chính ở Đại học London College (Anh), cô còn có thương hiệu mỹ phẩm riêng. Người đẹp còn chính là người đã thành lập dự án hỗ trợ người khuyết tật mang tên Beyond. Trước khi đăng quang hoa hậu, cô từng là một nhân viên bán hàng ở Vương quốc Anh.
Cô mang trong mình hai dòng máu Brazil và Italia. Ngoài ra, cô có tài năng về diễn xuất, chụp ảnh và ca hát.

## Thành tích

### Hoa hậu Hòa bình Brazil 2022
Isabella Menin đến từ tiểu bang São Paulo đã chính thức trở thành Hoa hậu Hòa bình Brazil 2022 và đại diện cho Brazil đi tham dự Hoa hậu Hòa bình Quốc tế 2022 sau khi đăng quang vào ngày 28 tháng 7 năm 2022 tại Brasília, Federal District.

### Hoa hậu Hòa bình Quốc tế 2022
Isabella đã đại diện cho Brazil tại cuộc thi Hoa hậu Hòa bình Quốc tế 2022 và trở thành người chiến thắng sau khi được người tiền nhiệm là Nguyễn Thúc Thùy Tiên đến từ Việt Nam trao vương miện. Cuộc thi đã được tổ chức vào ngày 25 tháng 10 năm 2022 tại Trung tâm Hội nghị Quốc tế Sentul ở Tây Jawa, Indonesia.

Trong vòng thi phát biểu của top 10, trong đó tất cả 10 thí sinh đủ điều kiện phải trình bày một thông điệp đồng hành với chiến dịch của cuộc thi "Hãy dừng chiến tranh và bạo lực", Menin đã tuyên bố:
Bạn có biết một trong những thứ đắt giá nhất trên thế giới là gì không? Cứ năm giờ lại có một đứa trẻ bị giết. Khi một đứa trẻ bị giết, một phần của xã hội cũng bị xóa bỏ. Chúng ta nên làm việc cùng nhau để thúc đẩy giáo dục, thay vì đụng độ nhau trong chiến tranh. Bởi vì con người chúng ta có những chủng tộc khác nhau nhưng chúng ta có một điểm chung là nhân loại (Câu này nói tiếng Thái). Hãy làm việc cùng nhau và xây dựng một nền tảng tốt cho thế giới của chúng ta.

Chặng cuối là vòng trả lời câu hỏi, người dẫn chương trình đặt cùng một câu hỏi cho tất cả 5 thí sinh lọt vào chung kết liên quan đến cuộc chiến giữa Ukraine và Nga, "Nếu có cơ hội gửi thông điệp đến Tổng thống Nga Vladimir Putin, bạn muốn truyền tải thông điệp gì?". Isabella Menin đã trả lời: 
Chiến tranh sẽ chỉ tạo ra những vết thương và những gì chúng ta có thể làm là bắt đầu hành động dù là nhỏ nhất, thực hiện ngoại giao và thấu hiểu lẫn nhau. Bởi vì cùng nhau, chiến tranh và vết thương sẽ biến mất.